# Конституционный кризис в Перу (2019)
Конституционный кризис в Перу 2019 года — конфликт между исполнительной и законодательной ветвями власти Перу, приведший к роспуску контролируемого оппозицией парламента и фактическому двоевластию в стране. В условиях образовавшегося двоевластия каждая из сторон конфликта обвиняет своих оппонентов в нарушении национального законодательства.
Поводом для кризиса послужил конфликт по поводу назначения одного из судей Конституционного суда. Президент потребовал от парламента отказаться от назначения на этот пост спорного кандидата, угрожая в противном случае распустить Конгресс.
Тем временем глава правительства Перу Сальвадор дель Солар вынес на голосование парламента вопрос о доверии правительству, однако депутаты отложили рассмотрение этого вопроса, занявшись вместо этого назначениями в Конституционный суд. В связи с этим президент Мартин Вискарра 30 сентября 2019 года распустил Конгресс Перу и назначил нового председателя правительства. Им стал бывший министр юстиции Висенте Себальос.
В свою очередь, распущенный президентом парламент признал Мартина Вискарру временно недееспособным и отстранил его от власти, назначив временно исполняющим обязанности президента вице-президента, бывшего председателя Совета министров Мерседес Араос.
Конфликт между президентом и законодательной властью Перу привёл к многотысячным манифестациям в поддержку президента Мартина Вискарры, прошедшим во многих городах Перу. По сообщению информационного агентства Andina, командование вооружённых сил и руководство полиции Перу заявили, что продолжат подчиняться Вискарре.
1 октября Араос объявила о своей отставке, а Вискарра издал указ о досрочных парламентских выборах, которые должны были состояться 26 января 2020 года.

## Предыстория
Президентская и законодательная ветви власти Перу находились в конфликте с начала срока полномочий бывшего президента Педро Пабло Кучински, одержавшего в 2016 году победу над лидером партии «Народная сила» (исп. Fuerza Popular) Кейко Фухимори, дочерью бывшего президента Перу Альберто Фухимори, отбывающего 25-летний срок по обвинению в коррупции и других тяжких преступлениях. 15 сентября 2017 года Конгресс проголосовал за недоверие премьер-министру и кабинету, что привело к полной смене правительства и назначению нового премьер-министра.
Кучински покинул свой пост в марте 2018 года после скандала, связанного с покупкой голосов избирателей. Его сменил первый вице-президент Мартин Вискарра.
Вискарра сделал своим главным приоритетом борьбу с коррупцией. Он предложил провести конституционный референдум с целью введения запрета на частное финансирование политических кампаний, запрета на переизбрание депутатов и формирования второй палаты в парламенте.
Тем временем в октябре 2018 года по обвинению в отмывании денег и коррупции, связанной со скандалом вокруг конгломерата Odebrecht, была арестована сама Кейко Фухимори. Её сторонники занимают большинство мест в Конгрессе Перу и находятся в оппозиции к Вискарре. После ареста Фухимори в Конгресс был внесён законопроект, имеющий целью помешать претворению в жизнь предложений Вискарры о двухпалатном парламенте и запрете на переизбрание депутатов. В конечном итоге перуанцы на референдуме в декабре 2018 года одобрили предложения Вискарры.

### Закон о недоверии
По Конституции Перу исполнительная власть может распустить Конгресс после повторного голосования о недоверии. Первое голосование о недоверии прошло в сентябре 2017 года. 29 мая 2019 года Вискарра инициировал конституционный процесс, в результате которого Конгресс мог быть распущен, если бы он отверг предложения президента, направленные против коррупции.
27 сентября 2019 года Вискарра предложил Конгрессу провести голосование о недоверии. Вискарра и Межамериканская комиссия по правам человека подвергли критике Конгресс за то, что парламентарии заблокировали предложение о проведении всеобщих выборов, вместо этого занявшись утверждением кандидатур в Конституционный суд Перу без глубокого обсуждения личности кандидатов. Вискарра стремился реформировать процесс выдвижения кандидатур в Конституционный суд, и вопрос об одобрении или неодобрении его предложения в Конгрессе мог рассматриваться как «выражение доверия к его администрации».

## События

### Назначение в Конституционный суд
Имеются предположения, что многие из кандидатов в Конституционный суд, назначаемых Конгрессом, причастны к коррупции. Вискарра предложил изменить процедуру выбора судей Конституционного суда на более «прозрачную». 30 сентября Конгресс, игнорируя предложения Вискарры, назначил членом Конституционного суда Перу двоюродного брата Педро Олахеи, президента Конгресса, которому, скорее всего, предстояло бы разрешать споры между Конгрессом и президентом.

### Роспуск Конгресса
Вискарра заявил, что одобрение Конгрессом кандидатур судей Конституционного суда вопреки его предложениям представляет собой второй акт недоверия его правительству, что даёт ему право распустить Конгресс, что он и сделал вечером 30 сентября, назначив досрочные парламентские выборы на 26 января 2020 года. Выступив после этого с телеобращением к народу, Вискарра заявил, что желает реформировать процесс номинации судей, однако с парламентом, по его словам, договориться невозможно.

### Попытка смещения президента
В тот же день, когда Вискарра объявил о роспуске Конгресса, законодательный орган отказался считать себя распущенным, объявил Вискарру «временно неспособным занимать эту должность из-за нарушения конституционного строя» и привёл к присяге в качестве исполняющей обязанности главы государства вице-президента страны Мерседес Араос.
Ночью 30 сентября перуанцы собрались перед Законодательным дворцом Перу, чтобы выразить протест против действий Конгресса и потребовать смещения законодателей, в то время как руководители вооружённых сил Перу встретились с Вискаррой, объявив, что продолжают признавать его президентом Перу и главой вооружённых сил.

### Отставка Араос
Вечером 1 октября Мерседес Араос подала в отставку и призвала к проведению парламентских выборов.

### Указ о проведении парламентских выборов
Вискарра издал указ о проведении парламентских выборов 26 января 2020 года. Организация американских государств поддержала это решение, заявив, что «это конструктивный шаг, выборы назначены в соответствии с конституционными сроками и окончательное решение остаётся за перуанским народом».

## Реакция
Кристина Армарио из Ассошиэйтед Пресс писала: «Роспуск Конгресса вверг Перу в самый глубокий конституционный кризис за почти три десятилетия, и это также может стать началом последней мрачной главы для самой известной политической династии страны. Когда в 1992 году законодательный орган был в последний раз распущен, в президентском дворце находился авторитарный лидер Альберто Фухимори, диктовавший свои условия. 27 годами позже мы видим, как из Конгресса изгоняют партию, возглавляемую его обожаемой старшей дочерью». Опросы общественного мнения, проведённые Институтом перуанских исследований (IEP), показали, что 84 % респондентов одобрили решение Вискарры о роспуске Конгресса. Аналогичный опрос, проведённый перуанским CPI, показал, что роспуск Конгресса поддерживают 89,5 % респондентов.